# Гуго Ветлесен
Гуго Ветлесен (норв. Hugo Vetlesen, нар. 29 лютого 2000) — норвезький футболіст, півзахисник бельгійського клубу «Брюгге» та національної збірної Норвегії.

## Клубна кар'єра
Народився 29 лютого 2000 року. Вихованець футбольної школи клубу «Стабек». Дорослу футбольну кар'єру розпочав 2017 року в основній команді того ж клубу. У жовтні 2020 року Ветлесен підписав контракт з «Буде-Глімт». Дія контракту розрахована до кінця 2023 року.
У липні 2023 року Ветлесен підписав чотирирічний контракт з бельгійським «Брюгге».

## Виступи за збірні
2016 року дебютував у складі юнацької збірної Норвегії, взяв участь у 19 іграх на юнацькому рівні, відзначившись 2 забитими голами. З командою до 19 років зайняв п'яте місце юнацького чемпіонату Європи 2018 року.
2019 року з командою до 20 років поїхав на молодіжний чемпіонат світу.
20 грудня 2022 року у товариському матчі проти Фінляндії Гуго Ветлесен дебютував у складі національної збірної Норвегії.

## Статистика виступів

### Статистика клубних виступів
| Сезон              | Клуб               | Чемпіонат          | Чемпіонат | Чемпіонат | Національний кубок | Національний кубок | Національний кубок | Континентальні кубки | Континентальні кубки | Континентальні кубки | Суперкубки | Суперкубки | Суперкубки | Усього | Усього |
| Сезон              | Клуб               | Ліга               | Ігор      | Голів     | Ліга               | Ігор               | Голів              | Ліга                 | Ігор                 | Голів                | Ліга       | Ігор       | Голів      | Ігор   | Голів  |
| ------------------ | ------------------ | ------------------ | --------- | --------- | ------------------ | ------------------ | ------------------ | -------------------- | -------------------- | -------------------- | ---------- | ---------- | ---------- | ------ | ------ |
| 2017               | «Стабек»           | ЕС                 | 26        | 0         | КН                 | 5                  | 0                  | -                    | -                    | -                    | -          | -          | -          | 31     | 0      |
| 2018               | «Стабек»           | ЕС                 | 20        | 1         | КН                 | 3                  | 0                  | -                    | -                    | -                    | -          | -          | -          | 23     | 1      |
| Усього за «Стабек» | Усього за «Стабек» | Усього за «Стабек» | 46        | 1         |                    | 8                  | 0                  |                      | -                    | -                    |            | -          | -          | 54     | 1      |
| Усього за кар'єру  | Усього за кар'єру  | Усього за кар'єру  | 46        | 1         |                    | 8                  | 0                  |                      | -                    | -                    |            | -          | -          | 54     | 1      |

## Досягнення
«Буде-Глімт»
- Чемпіон Норвегії (2): 2020, 2021

«Брюгге»
- Володар Кубка Бельгії (1): 2024-25[5]
- Чемпіон Бельгії (1): 2023-24
- Володар Суперкубка Бельгії (1): 2025